# Jacob Jan van der Maaten
Jacob Jan van der Maaten, né à Elburg le 4 janvier 1820 et mort à Apeldoorn le 16 avril 1879, est un peintre, graveur et dessinateur néerlandais.

## Biographie
Van der Maaten était un élève de Hendrikus van de Sande Bakhuyzen (en) et a étudié à l'Académie royale des beaux-arts de La Haye. En 1852, il devint membre de l'Académie royale des beaux-arts d'Amsterdam. Plus tard, il devint professeur à l’école dite « École du Roi » à Apeldoorn (1866-1879).
En 1847, Van der Maaten est l'un des fondateurs du Studio Pulchri à La Haye, avec Johan Hendrik Weissenbruch, Jan Weissenbruch, Willem Roelofs, Jan Frederik van Deventer, Willem van Deventer Antonie et FH Michael.

## Œuvre

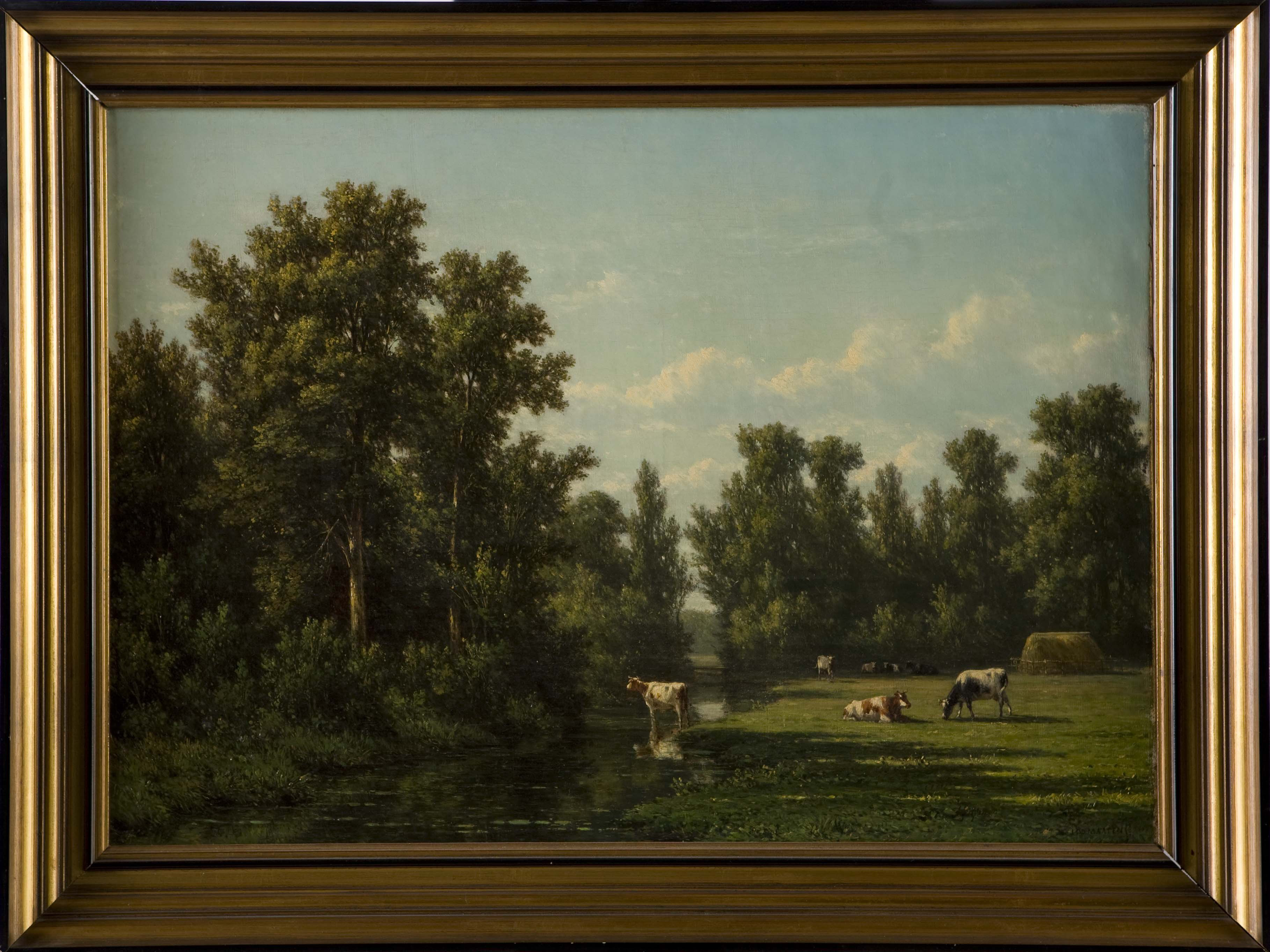
Koeien in een landschap, musée Elburg

C’était un peintre paysagiste utilisant des couleurs vives (beaucoup de bleu vert et manganèse) pour représenter de paisibles paysages d'été.
Il a travaillé à La Haye (1843-1852), Amsterdam (1854-1855), La Haye (1857-1864), et puis à Apeldoorn.
Son chef-d'œuvre est Begrafenis in het koren (L’Enterrement dans le champ de blé), qui a été le succès de l'exposition de Bruxelles en 1863. Le tableau a aussi été exposé à l’Exposition universelle de 1867 à Paris. Vincent van Gogh a tellement admiré ce tableau qu'il accrocha une reproduction de celui-ci sur le mur. Van Gogh se réfère dans plusieurs lettres à son frère Théo van Gogh au travail de Van der Maaten.

## Conservation
Ses œuvres se trouvent dans le Rijksmuseum Amsterdam, le musée Kröller-Müller à Otterlo, le musée municipal de La Haye, le musée de Groningue, le musée Boijmans Van Beuningen à Rotterdam, CODA Museum Apeldoorn et musée Elburg.